# Blattiengieta
Blattiengieta (pan paziów) – funkcja dworska w Cesarstwie Etiopii.
Urząd ten najprawdopodobniej został utworzony w XV wieku. Początkowo należał do najbardziej odpowiedzialnych, od XVIII wieku jego znaczenie zaczęło maleć. Pod koniec XIX stulecia niemal zupełnie stracił na znaczeniu. Do zadań piastującego tę funkcję należało nadzorowanie korpusu paziów, składającego się z młodych niewolników. Za panowania cesarzowej Zauditu nadano mu charakter wysokiej godności honorowej.
W hierarchii godności administracyjnych blattiengieta zajmował ósmą pozycję, za kentibą, a przed like mekuasem.